# هامبلین (کالیفرنیا)
هامبلین (به انگلیسی: Hamblin) یک منطقهٔ مسکونی در ایالات متحده آمریکا است که در شهرستان کینگز، کالیفرنیا واقع شده‌است. هامبلین ۷۶ متر بالاتر از سطح دریا واقع شده‌است.